# Кинкуни
Кинкуни (фр. Kinkony) — озеро на северо-западе Мадагаскара, в провинции  Махадзанга.
Площадь поверхности составляет 124—139 км², озеро Кинкуни второе по площади на острове.
Является одним из важных мест гнездования множества птиц, источником пищи и нерестилищем для рыб, здесь также обитают редкие пресноводные черепахи. В 2009 году территория объявлена Рамсарским водно-болотным угодьем.
В озеро впадает ряд рек: Анкутика, Миалихена, Филианара, водотоки связывают его с рекой Махавади и с некоторыми озёрами меньшего размера.